# KIF2A
KIF2A‏ (Kinesin family member 2A) هوَ بروتين يُشَفر بواسطة جين KIF2A في الإنسان.